# A.J. de Lorm
Abraham Johannes (Bram) de Lorm (Den Haag, 16 april 1902 – Arnhem, 22 november 1989) was een Nederlands bioloog, kunsthistoricus, conservator en museumdirecteur. Hij wordt in de regel vermeld als A.J. de Lorm.

## Levensloop
De Lorm, Bram voor intimi, was een zoon van Cornelis de Lorm en Dina Philippina Gaillard. Zijn vader was aanvankelijk ambtenaar, maar maakte de overstap naar de kunst als tekenaar, ontwerper en kunsthandelaar. De Lorm studeerde biologie in Leiden. Na zijn studie werd hij conservator Volkenkunde in het Onderwijsmuseum in Den Haag (1925-1944). In 1928 volgde hij een studie primitieve kunst en etnografie aan de École du Louvre in Parijs. Van 1944-1947 was hij conservator van museum het Princessehof in Leeuwarden en waarnemend directeur van het Haags Gemeentemuseum. De Lorm trouwde in 1947 met de schilderes Eliza van Musschenbroek (1913-2008), dochter van Jan Rudolph van Musschenbroek.
In 1947 werd De Lorm benoemd tot directeur van het Gemeentemuseum Arnhem. Tijdens de Tweede Wereldoorlog was de collectie elders ondergebracht, maar het museumgebouw werd tijdens de slag om Arnhem doorzeefd met granaten. De Lorm was verantwoordelijk voor de herbouw van het museum (1949-1952) en de aanbouw van een nieuwe vleugel (1956). De nieuwe vleugel werd geopend door minister Cals, die bij die gelegenheid liet weten dat De Lorm was benoemd tot officier in de Orde van Oranje-Nassau. De Lorm organiseerde ook tentoonstellingen buiten zijn Arnhems museum, waaronder de Sonsbeek-tentoonstellingen (vanaf 1949), een expositie met werk van Rudolf de Bruyn Ouboter, Jan van Heel en Jan Wiegers (1957) in het Groninger Museum en een tentoonstelling van hedendaagse wandtapijten (1964) in de hogeschool in Tilburg. Hij was daarnaast onder meer provinciaal inspecteur kunstbescherming in de provincie Gelderland (1949) en lid van de rijksadviescommissie gebonden kunsten (1957-1958). De Lorm ontving twee buitenlandse onderscheidingen, hij werd benoemd tot ridder in het Legioen van Eer en tot 'Officier d'Académie' in de Orde van de Academische Palmen (1955). 
De Lorm moest in mei 1965 vanwege zijn gezondheid op doktersadvies rust houden. J.C. Heyligers, oud-conservator van het Museum Boijmans Van Beuningen nam zijn functie tijdelijk waar. Niet lang daarna werd zijn afscheid definitief. De gemeente stelde in 1966 een vacature open, die een jaar later werd ingevuld door De Lorms assistent Johan Mekkink. De Lorm overleed in 1989, op 87-jarige leeftijd. 

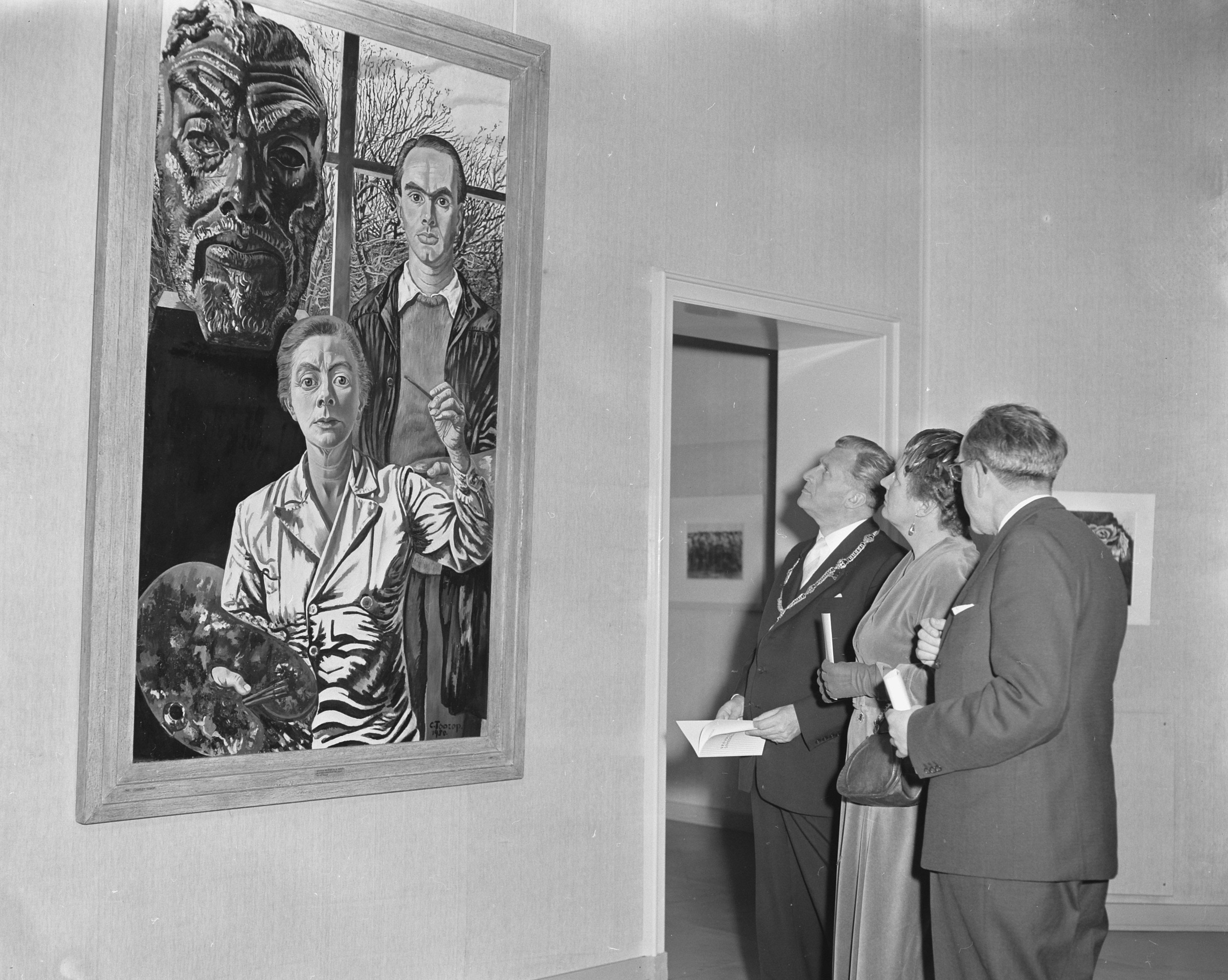
1955: koningin Juliana bekijkt samen met burgemeester Matser en directeur A.J. de Lorm het schilderij "Drie generaties" van Charley Toorop tijdens de tentoonstelling 'Vrouwen schilderen'.
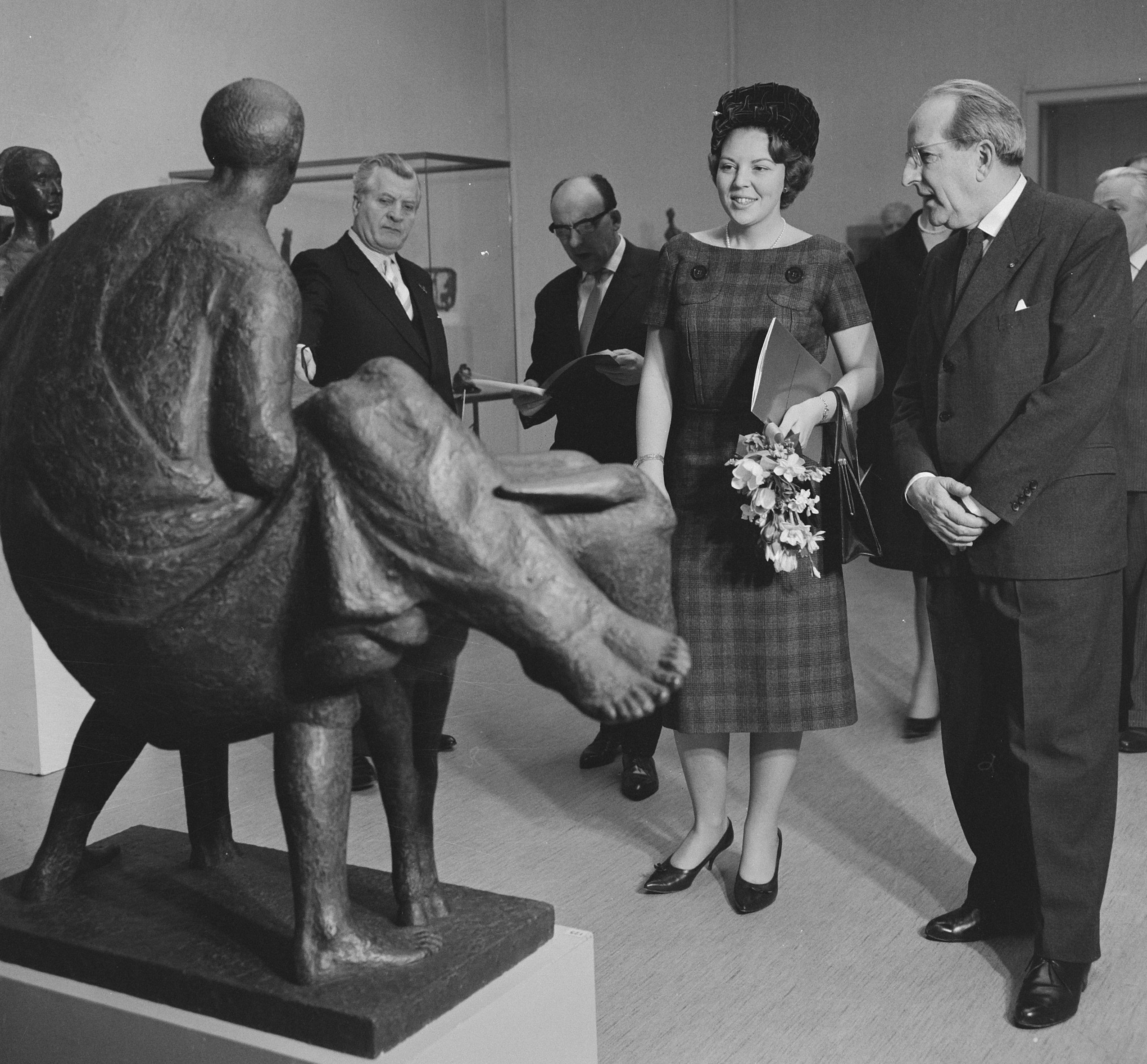
1964: prinses Beatrix met directeur A.J. de Lorm bekijken het beeld "Barmhartige Samaritaan" van Han Wezelaar tijdens de tentoonstelling 'Beeldhouwkunst 1813-1963 in Nederland'.

## Publicaties
- 1945: Gids door het Princessehofmuseum te Leeuwarden. Leeuwarden: Princessehof Leeuwarden
- 1961: Catalogus van Arnhems aardewerk, van enkele verwante producten uit Hannoversch-Münden, Lenzburg en Matzendorf en van Italiaans aardewerk, gemerkt met een haan. Arnhem: Gemeentemuseum Arnhem.
- 1964: Het Nederlandse landschap in de 17e eeuw.  Arnhem: Gemeentemuseum Arnhem. Tentoonstellingscatalogus.

- RKD-Nederlands Instituut voor Kunstgeschiedenis: 434255
- Système universitaire de documentation: 055845738
- Virtual International Authority File: 36219099